# Garlebsen
Garlebsen ist eine Ortschaft der Stadt Einbeck im südniedersächsischen Landkreis Northeim.

## Geographie
Das Dorf Garlebsen befindet sich im nordöstlichen Teil der Stadt Einbeck und liegt am Fuße des Taubergs am nordöstlichen Rand des Höhenzugs Hube. Wenige hundert Meter östlich des Dorfes mündet die Aue in die Leine. Durch den Ort verlaufen, mit identischem Streckenverlauf, der Europaradweg R1 sowie der Leine-Heide-Radweg.

## Geschichte
Die erstmalige Erwähnung Garlebsens fand im 13. Jahrhundert statt. So wurde der Ort indirekt mit dem Bürger Hartmannus de Yerleveshn im Jahre 1231 genannt, eine frühere Nennung mit Guerliueshuson, welche zwischen 1142 und 1153 datiert, wird als Fälschung aus eben jenem 13. Jahrhundert angesehen. Um 1280 wurde der Ort Gerlevissen genannt. Die Edelherren von Meinersen gaben um diese Zeit aus ihrem Eigenbesitz 1 ½ Hufen als Lehen an Johannes von Holthusen.
Im Zuge der Gebietsreform in Niedersachsen, die am 1. März 1974 stattfand, wurde die zuvor selbständige Gemeinde Garlebsen in die Gemeinde Kreiensen eingegliedert. Als Teil dieser Gemeinde wurde Garlebsen am 1. Januar 2013 eine Ortschaft der neugebildeten Stadt Einbeck.

## Politik

### Ortsrat
Der Ortsrat, der die Ortschaften Garlebsen, Ippensen und Olxheim gemeinsam vertritt, setzt sich aus fünf Ratsmitgliedern zusammen.
- WG "Drei Dörfer Liste" Garlebsen-Ippensen-Olxheim: 5 Sitze

(Stand: Kommunalwahl 2021)

### Ortsbürgermeister
Der Ortsbürgermeister ist Hans-Jörg Kelpe (WG).

## Kultur und Sehenswürdigkeiten

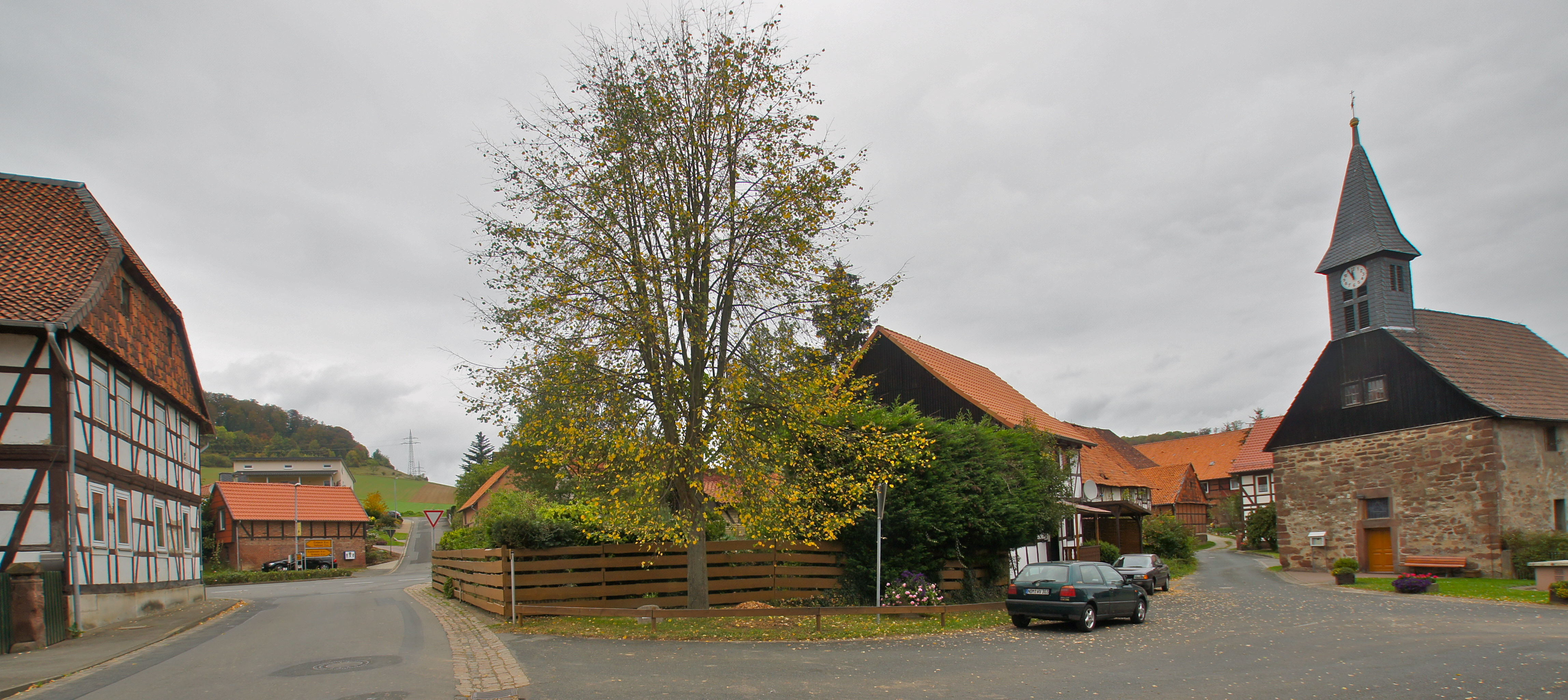
Dorfansicht – rechts die Kirche

Das Ortsbild wird geprägt vom Gebäude der Garlebser Kirche. Sehenswert ist auch der historische Schlauchturm am Feuerwehrhaus.